# McDonald's
McDonald's Corporation er en amerikansk multinational fastfoodkæde, som blev grundlagt i 1940 i USA af Richard og Maurice McDonald. McDonald's havde i 2021 40.031 egne og franchise-baserede restauranter på verdensplan.
McDonald's er med en omsætning på 21 mia. US $ verdens største restaurantkæde. Dagligt serverer de over 69 mio. måltider til kunder i 37.855 restauranter i over 100 lande. Ifølge to rapporter fra 2018 er McDonald's verdens næststørste private arbejdsgiver med 1,7 mio. ansatte i deres egne og franchise-baserede restauranter.

## Maden
Maden hos McDonald's består traditionelt af burgere, ofte solgt som menu med tilhørende pommes frites og sodavand; McDonald's' koncept tilsigter at prissætte en menu billigt ift. burgernes stykpris for derved at give forbrugeren et incitament til at vælge en menu. Menukortet er siden lanceringen udvidet til også at omfatte f.eks. panerede kyllingestykker (Chicken McNuggets), diverse desserter (McFlurry, Sundae), salater, smoothies m.m.
Efter stor kritik af madens sundhed (se under henholdsvis kritik og Historie, 2000'erne) lancerede McDonald's i løbet af 2000'erne flere mindre usunde retter på menukortet, bl.a. salaterne, snack-gulerødder, frugtposer etc. For at imødekomme kravet om større åbenhed oprettede McDonald's desuden en hjemmeside med informationer om næringsindhold og evt. indhold af allergener.
Mest populær er dog stadig de traditionelle cheeseburgere. De findes i flere varianter, og nogle sælges kun i begrænsede perioder. I nogle er oksekød erstattet med kylling eller fisk. Blandt de mest populære kan nævnes:
- Big Mac – En dobbeltburger, med en over- en under- og en midterbolle. Med Big Mac sauce, små løg, salat, pickles og ost.
- McFeast – Med sennep, ketchup, store løg, pickles, salat, tomat, ost og McFeast dressing(mayo).
- Hamburger – Lille traditionel burger. Med sennep, ketchup, små løg og pickles.
- Cheeseburger – Lille traditionel burger, med ost. Med sennep, ketchup, små løg, pickles og ost.
- Quarter Pounder – En burger med større bøf, ellers som en Cheeseburger. Navnet Quarter Pounder er afledt af, at bøffen vejer et kvart internationalt pund (ca. 113 gram). Med sennep, ketchup, store løg, pickles og to stykker ost.
- Big Tasty Bacon – En stor burger med stor bøf, Big Tasty-sovs med grillsmag, store løg, salat, tomat, bacon og ost.
- McChicken – Med kylling, salat og mayo.
- Filet-O-Fish – Med fisk, tartarsauce og ost.

## Historie
McDonald's blev grundlagt i 1940 af brødrene Richard og Maurice McDonald. Den første restaurant, de åbnede, hed Speedee, symboliseret ved en lille hamburger mand. Milkshakemaskinesælgeren Ray Kroc, blev interesseret i brødrene, da de købte et stort antal multimixere til milkshakes. Ray Kroc blev deres franchise agent i 1954. I 1955 åbnede Ray Kroc den første McDonald's i en forstad til Chicago, som hedder Des Plaines. Den første McDonald's uden for USA åbnede i Canada i 1967. Ray Kroc købte de to brødre ud for $2,7 mio. i 1961.

## Indflydelse
McDonald's er en af verdens store og mest udbredte fastfoodkæder (med restauranter i over 100 lande) og er dermed blevet et ikon og symbol på globalisering og multinationalisering på linje med f.eks. Coca-Cola. Derfor har McDonald's haft stor indflydelse på sprog, kultur, økonomi etc.
I sproget har McDonald's f.eks. inspireret til flere ord og begreber.
- McDonaldisering er f.eks. et ord, man ofte bruger i forbindelse med ensretning og negativ globalisering. Det dækker bl.a. over den standardisering, der ligger i McDonald's koncept (med ens menuer, ens burgere ned til mindste detalje og dermed ens smag kloden rundt samt ens arkitektur og design over hele verden). Dette standardiserings-image har McDonald's i øvrigt selv forsøgt at gøre op med ved f.eks. at indføre lokale varianter på menuen og andre tilpasninger til lokale forhold, ligesom man flere steder har indrettet restauranter i gamle bygninger med respekt for den oprindelige arkitektur for at imødegå den stigende kritik, nye restauranter flere steder blev mødt med.
- McJob er et begreb der stammer fra amerikansk og dækker over meget lavtlønnede job med meget lille prestige, der ofte kan udføres uden de store forudsætninger.

I økonomiens verden har The Economist udviklet et Big Mac index der af mange bruges som seriøs målestok for de enkelte landes prisniveau og købekraft. Ideen ligger netop i den førnævnte standardisering, der gør at en Big Mac alle steder i verden består af nøjagtigt de samme råvarer, og da der findes McDonald's-restauranter i et stort antal lande (næsten alle der er økonomisk interessante). Derfor udgør prisen på en Big Mac en god, sammenlignelig målestok.

## Reklameslogans
Siden 2003 har McDonald's slogan og jingle været sætningen I'm Lovin' It. I f.eks. Danmark anvendes sloganet på engelsk, mens det i bl.a. Tyskland og Spanien er oversat.
Sloganet "a magical place" blev brugt i sammenhæng med reklamerne om Ronald McDonald og alle hans venner i McDonaldland, indtil det blev udfaset omkring år 2000.

## Kritik
McDonald's har været under hård kritik på grund af deres produkters ernæringsmæssige sammensætning. Et eksempel er dokumentaren Super Size Me.